# 딩스쑨
딩스쑨(정석손, 중국어 간체자: 丁石孙, 정체자: 丁石孫, 1927년 9월 ~ 2019년 10월 12일)은 중화인민공화국의 수학자, 정치인이다.

## 학력
- 1944년-1947년: 다퉁 대학 전기학
- 1948년-1950년: 칭화 대학 수학과
- 1950년-1952년: 칭화 대학 수학과 조교

## 약력
- 1952년 북경 대학 조교, 부교수, 교수
- 1984년-1989년 북경 대학 교장
- 1992년 중국민주동맹 부주석
- 1996년-2005년 중국민주동맹 주석
- 1998년-2008년 전인대 부위원장, 중국인민정치협상회의 위원